# Портогруаро
Портогруаро, Портоґруаро (італ. Portogruaro, вен. Portogruaro) — муніципалітет в Італії, у регіоні Венето, метрополійне місто Венеція.
Портогруаро розташоване на відстані близько 440 км на північ від Рима, 55 км на північний схід від Венеції.
Населення — 25 219 осіб (2014).

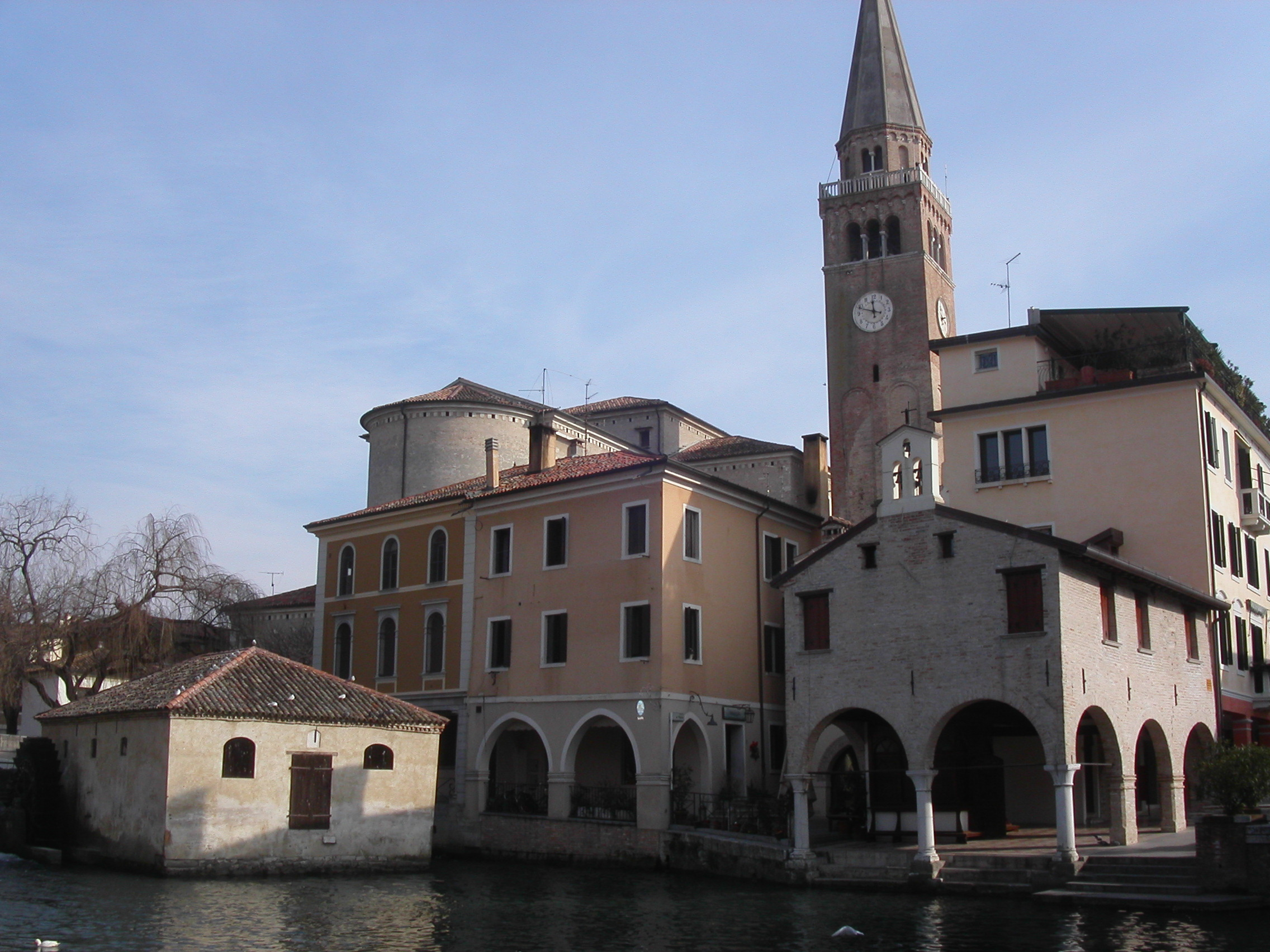

Щорічний фестиваль відбувається 30 листопада. Покровитель — Андрій Первозваний.

## Демографія
Населення за роками:

Станом на 1 січня 2023 року в муніципалітеті офіційно проживали 1953 іноземці з 76 країн, серед них 587 громадян країн Євросоюзу та 155 громадян України.

## Сусідні муніципалітети
- Анноне-Венето
- Каорле
- Чинто-Каомаджоре
- Конкордія-Саджиттарія
- Фоссальта-ді-Портогруаро
- Груаро
- Прамаджоре
- Сан-Мікеле-аль-Тальяменто
- Сан-Стіно-ді-Лівенца
- Тельйо-Венето